# Universitatea de Medicină și Farmacie „Grigore T. Popa” din Iași
Universitatea de Medicină și Farmacie „Grigore T. Popa” din Iași, fondată în 1879, este unul din cele mai vechi așezăminte de învățământ superior din România.
Universitatea poartă numele lui Grigore T. Popa, om de știință cu renume internațional în domeniul neuro-endocrin și titular al catedrei de Anatomie Funcțională și Embriologie. Cercetările sale au dus la descoperirea sistemului port hipofizar.

## Istoric
Unul dintre cele mai vechi așezăminte de învățământ superior din țara noastră, a fost fondat în 1879, ca Facultate de Medicină, fiind ulterior asociat cu alte două instituții ce completează aria pregătirii medicale – Facultatea de Farmacie și Facultatea de Medicină Dentară. În anul 1991, institutului i se conferă statutul de Universitate, primind numele celebrului reprezentant al Școlii de Anatomie Funcțională Iași, Grigore T. Popa. Ulterior este inclusă și Facultatea de Bioinginerie Medicală, singura de acest fel din Romania. Universitatea se mândrește astăzi cu un valoros corp profesoral precum și cu o bază materială și tehnică modernizată, adecvată desfășurării procesului didactic și activității de cercetare științifică.
Sediul său principal se află în Palatul Calimachi, datat 1793, și aflat pe lista monumentelor istorice cu codul  IS-II-m-B-04085.
Înființată odată cu Universitatea din Iași, activitatea Facultății de Medicină debutează la 1 decembrie 1879, datorită prezenței în Guvern a lui M. Kogălniceanu și N. Kretzulescu, precum și penuriei de cadre medicale după războiul de independență din 1877. De-a lungul timpului, mari personalități au marcat activitatea Universității de Medicina: Grigore T. Popa, Leon Scully, Petru Poni, C.I. Parhon, Aristide Peride, Ion Ciure, Ludovic Russ, Ernest Juvara, C. Proca, N. Leon, V. Sion, Fr. Reiner, E. Riegler, Al. Slătineanu, I. Tănăsescu, A. Țupa, V. Râșcanu, L. Baliff, J. Nițulescu, O. Franche, Vl. Buțureanu, P. Vancea și alții.
Universitatea își asumă ca roluri fundamentale formarea și perfecționarea absolvenților și specialiștilor în medicină, medicină dentară, farmacie, bioinginerie și asistență de sănătate, crearea, tezaurizarea și difuzarea valorilor științelor bio-medicale și afirmarea lor în circuitul european și mondial, ameliorarea continuă a activităților și performanțelor sistemului național de sănătate publică, cultivarea tradiției gândirii libere și a democrației academice, a deontologiei și bioeticii, în spiritul recunoașterii drepturilor și libertăților fundamentale ale omului și a principiului supremației legii.
În 2011 a fost clasificată în prima categorie din România, cea a universităților de cercetare avansată și educație.
Este singura universitate din învățământul medical românesc cotată în topul realizat de The Times Higher Education World University Rankings 2017-2018.

## Facultați
Universitatea de Medicină și Farmacie „Grigore T. Popa” dispune de 4 facultăți:
- Facultatea de Medicină
- Facultatea de Medicină Dentară
- Facultatea de Farmacie
- Facultatea de Bioinginerie Medicală, singura din România din 1994[6]

Facultatea de Medicină oferă studenților posibilitatea pregătirii în vederea specializărilor de bază, precum și aprofundarea domeniilor de actualitate. 
Facultatea de Medicină Dentară este prima de acest fel fondată în România. Ea asigură pregătire pentru studenții profilului Medicină Dentară cât și pentru profesii complementare stomatologiei (asistenți, tehnicieni dentari).
Pregătirea continuă, prin învățământ postuniversitar înglobează aproximativ 5000 de masteranzi, doctoranzi și rezidenți.
Universitatea dispune de o Bibliotecă Centrală, cu peste 470.000 volume, computerizată, cu acces la informații on-line, de biblioteci de specialitate la fiecare disciplină, săli de lectură. 
Practica medicală universitară și cercetarea clinică se desfășoară în cele 55 clinici de specialitate organizate în 12 spitale clinice universitare și în 2 policlinici universitare.